# 서울월드컵경기장 보조경기장
서울월드컵경기장 보조경기장(서울월드컵競技場補助競技場, Seoul World Cup Auxiliary Stadium)은 대한민국 서울특별시에 있는 스포츠 시설이다. 인조잔디 필드가 갖춰진 경기장이며, 2001년 11월에 준공되었다.

## 참고 문헌
- “서울월드컵경기장 보조경기장”. 서울시설공단.
- 《2023 전국 공공체육시설 현황 (2022년 12월말 기준)》. 대한민국 문화체육관광부. 2024.

## 같이 보기
- 서울월드컵경기장